# 池田町中津川
池田町中津川（いけだちょうなかつがわ）は、徳島県三好市の町名。2015年10月1日現在の人口は27人、世帯数は13世帯。郵便番号は〒7779-5163。

## 地理
北・東・南は池田町漆川、西は池田町大利にそれぞれ接する。

### 河川
- 吉野川

### 小字
- カヅライ
- ゴミダニ
- コヤノタニ
- タケダニ
- ニシクボ
- ミチウヱ
- ミチシタ

## 歴史
- 2006年（平成18年）3月1日 - 三好郡池田町が三野町・山城町・井川町・東祖谷山村・西祖谷山村と合併して三好市が発足し、現在の町名となる。

## 施設
- 黒沢湿原

## 交通

### 鉄道
- 地内に駅はなく、最寄り駅はJR土讃線の三縄駅。

### 道路
都道府県道
- 徳島県道269号三縄停車場黒沢線